# 비탈리 예레메예프
비탈리 미하일로비치 예레메예프(러시아어: Вита́лий Миха́йлович Ереме́ев, 1975년 9월 23일~)는 카자흐스탄의 은퇴한 아이스하키 선수로 포지션은 골텐더이다. 주로 콘티넨탈 하키 리그(KHL)에서 활약했으며, 2000-01 시즌에 내셔널 하키 리그(NHL)의 뉴욕 레인저스 소속으로 활동했다.
국제 대회에 카자흐스탄 국가대표 선수로 활동하여 1998년과 2006년 동계 올림픽에 참가했다.